# Wzór przemysłowy

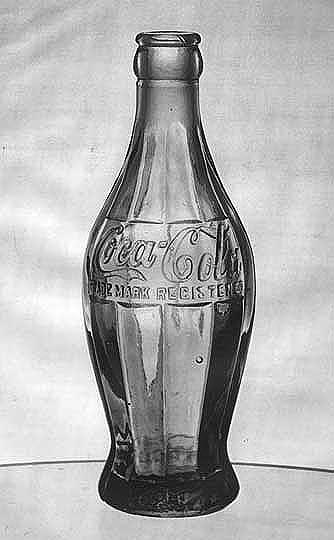
Butelka Coca-Coli

Wzór przemysłowy (ang. industrial design) – przedmiot prawa własności przemysłowej.
Wzór przemysłowy jest rezultatem działalności twórczej wzornictwa przemysłowego.

## Definicja formalno-prawna
Według polskiej definicji zawartej w ustawie − Prawo własności przemysłowej jest to „nowa i posiadająca indywidualny charakter postać wytworu lub jego części, nadana mu w szczególności przez cechy linii, konturów, kształtów, kolorystykę, fakturę lub materiał wytworu oraz przez jego ornamentację. Wytworem jest każdy przedmiot wytworzony w sposób przemysłowy lub rzemieślniczy, obejmujący w szczególności opakowanie, symbole graficzne oraz kroje pisma typograficznego, z wyłączeniem programów komputerowych.”
Za wytwór uważa się także:
- przedmiot składający się z wielu wymienialnych części składowych umożliwiających jego rozłożenie i ponowne złożenie (wytwór złożony, np. układanka);
- część składową, jeżeli po jej włączeniu do wytworu złożonego, pozostaje widoczna w trakcie jego zwykłego używania (nie dotyczy to np. naprawy wytworu);
- część składową, jeżeli może być przedmiotem samodzielnego obrotu (np. lusterko samochodowe).

Ochrona wzoru przemysłowego nie obejmuje cech wytworu:
- wynikających wyłącznie z jego funkcji technicznej (np. gwint nakrętki o indywidualnym kształcie);
- które muszą być odtworzone w dokładnej formie i wymiarach w celu umożliwienia mechanicznego połączenia go lub współdziałania z innym wytworem (np. mocowanie lusterka samochodowego).

Wzory przemysłowe mogą dotyczyć szerokiej gamy produktów, w tym mebli, opakowań, urządzeń elektronicznych, odzieży, obuwia oraz różnych elementów dekoracyjnych. Rejestracja wzoru przemysłowego ma na celu ochronę intelektualną twórczości projektanta i zapobieganie nieautoryzowanemu wykorzystywaniu wzoru przez konkurencję.
Badania wykazują, że przedsiębiorstwa będące właścicielami praw własności intelektualnej często osiągają wyższe przychody na pracownika, średnio o 20%, w porównaniu do firm, które nie posiadają takich praw. Dodatkowo, statystyki wskazują, że firmy posiadające wzory przemysłowe odnotowują wyższe wyniki finansowe, średnio o 32%.

## Procedury uzyskiwania ochrony wzoru przemysłowego
Okres pierwszeństwa
Okres trwający przez 6 miesięcy od chwili złożenia pierwotnego wniosku o rejestrację wzoru, często na poziomie krajowym lub unijnym. Istnieje możliwość uzyskania ochrony w innych państwach lub regionach, pod warunkiem zachowania nowości wzoru w dniu pierwszego zgłoszenia.
Procedura rejestracji
Proces pomiędzy złożeniem zgłoszenia a rejestracją wzoru. Zazwyczaj obejmuje on oficjalne badanie przez właściwy urząd, w którym ocenia się zdolność rejestrową względem ewentualnych praw osób trzecich, oraz spełnienie formalnych wymogów zawartych we wniosku. Jeśli wynik tego badania jest pozytywny, urząd dokonuje rejestracji wzoru i ogłasza decyzję.
Rejestracja wzoru przemysłowego
Po zakończeniu procedury zgłoszeniowej wzór przemysłowy zostaje wpisany do właściwego rejestru. Rejestracją i udzielaniem praw do wzorów przemysłowych zajmuje się w Polsce Urząd Patentowy Rzeczypospolitej Polskiej, który wydaje uprawnionemu dokument w postaci świadectwa rejestracji.
Świadectwo rejestracji na wzór przemysłowy pozwala w łatwy sposób udowodnić wyłączne prawa do zarabiania na danym produkcie. O ile taki wzór nie jest nowy oraz nie ma indywidualnego charakteru, to konkurencja może próbować takie prawo unieważnić. Obie przesłanki nie są jednak badane przez Urząd Patentowy na etapie zgłoszenia.
Ochroną wzorów przemysłowych Wspólnoty (ang. registered Community design, RCD) zajmuje się Urząd Unii Europejskiej ds. Własności Intelektualnej (dawny Urząd Harmonizacji w ramach Rynku Wewnętrznego).
Odnowienie
Ochrona prawna wzoru przemysłowego w Polsce może maksymalnie trwać przez 25 lat (dzielone na pięć 5-letnich okresów ochronnych). Początkowo obowiązuje przez pięć lat od dnia zgłoszenia, następnie istnieje możliwość jej przedłużenia, pod warunkiem uiszczenia odpowiedniej opłaty.
W Urzędzie Patentowym RP liczba praw z rejestracji wzorów przemysłowych pozostających w mocy na dzień 31 grudnia 2022 roku wynosiła 8 357.